# Zdeněk Novák (památkář)
Zdeněk Novák (* 6. května 1958 Jihlava) je památkář, zahradní inženýr a krajinný architekt. Působil v památkových organizacích, v letech 1995 až 2006 byl náměstkem ministra kultury ČR a od června 2020 působí jako generální ředitel Národního zemědělského muzea.

## Studium
V roce 1982 vystudoval Mendelovu univerzitu v Brně v oboru sadovnictví - krajinářství. Při studiu pracoval jako průvodce na zámku v Lednici (1980–1982).
Na Fakultě architektury ČVUT v Praze absolvoval postgraduální kurz Památková péče (dokončeno 1993).

## Profesní činnost
V roce 1982 působil jako noční hlídač na Státním zámku Lednice.
Po ukončení vysokoškolského studia byl zaměstnán ve Výzkumném ústavu okrasného zahradnictví v Průhonicích (dnes Výzkumný ústav Silva Taroucy) při výzkumu potenciálu historických zahrad na modelovém území tehdejšího Jihomoravského kraje (14 okresů).
V roce 1990 nastoupil do Krajského střediska státní památkové péče a ochrany přírody v Brně (dnes územní odborné pracoviště Národního památkového ústavu). Nejdříve se uplatnil jako zámecký zahradník v Lednici.
Posléze se jako odborný referent věnoval památkové péči o kulturní krajinu. Navrhoval vymezení území Slavkovského bojiště a Lednicko-valtického areálu při jejich prohlášení za památkovou zónu (vyhlášky Ministerstva kultury č. 475/1992 Sb. a 484/1992 Sb., kterými začal proces ochrany částí kulturní krajiny podle § 6 č. 20/1987 Sb., zákona o státní památkové péči).
V roce 1993 převzal funkci ředitele Památkového ústavu v Brně, který pod jeho vedením prošel reorganizací. Na základě zadání od Ministerstva kultury České republiky zpracovával nominační dokumentaci Lednicko-valtického areálu na zápis na Seznam světového dědictví UNESCO. Areál byl jako Lednice-Valtice Cultural Landscape zapsán v roce 1996. V roce 1993 inicioval přípravu zápisu kroměřížských zahrad – Květné a Podzámecké – na Seznam UNESCO (Zahrady a zámek v Kroměříži byly na Seznam světového dědictví zapsány v roce 1998).
V roce 1995 jej ministr kultury Pavel Tigrid jmenoval svým náměstkem pro kulturní dědictví. V roce 1996 zajišťoval přípravu programu Integrovaný systém ochrany movitého kulturního dědictví, v roce 1997 zabezpečil založení Programu restaurování kulturních památek.
Od roku 1996 připravoval Koncepci účinnější péče o památkový fond v České republice do roku 2005, jež byla Vládou České republiky schválena v roce 1998. Od roku 1996 pracoval též na návrhu státní kulturní politiky, která byla nakonec vládou schválena 28. dubna 1999. Na jejím základě se přikročilo k centralizaci odborné organizace státní památkové péče.
V roce 2001 byla na jeho podnět na Seznam světového dědictví zapsána Vila Tugendhat v Brně.
V roce 2005 se mu podařilo do cílů státní památkové péče začlenit i movité kulturní dědictví a historické knihovny. Díky tomu byly v dalších letech obnoveny Vila Tugendhat, Hospitál v Kuksu a další památky a založena Národní digitální knihovna. V roce 2010 podnítil zápis Průhonického parku na Seznam UNESCO jako součásti sériové památky Historické centrum Prahy.
V letech 2005–2006 byl pověřen řízením Národního památkového ústavu a ve dnech 1.–2. 12. 2005 byl i jeho generálním ředitelem.
Soustavně se zasazuje o péči o historické zahrady a kulturní krajinu, zejména o Lednicko-valtický areál a přispívá k propagaci jejich hodnot publikacemi a přednáškami.
V letech 2010–2012 zastával funkci ředitele Národního zemědělského muzea.
Od února 2014 šest let zastával funkci státního tajemníka Ministerstva kultury, kde byl zodpovědný za přípravu státní kulturní politiky, koordinaci následných koncepcí, výzkum a vývoj v kultuře a za evropské fondy. Byl členem Rady vlády pro konkurenceschopnost atd. Vedl pracovní tým pro zajištění úkolů spojených s digitalizací kulturního obsahu a oblastí eCulture.
Dne 15. 6. 2020 byl jmenován generálním ředitelem Národního zemědělského muzea.

## Pedagogická činnost
V letech 1991–1995 vyučoval na Fakultě architektury Vysokého učení technického v Brně předmět zahradní architektura a krajinářství, památková péče o historické zahrady a kulturní krajinu, ekologie krajiny.
Přednáší na Vysoké škole ekonomické, na Katedře arts managementu.

## Členství v odborných radách a výborech
- Česká komise UNESCO
- Český národní komitét ICOMOS
- Vědecká rada Zahradnické fakulty Mendelovy univerzity
- Památková rada Národního památkového ústavu, územního odborného pracoviště v Praze

## Ocenění
Za přínos k mezinárodnímu uznání hodnot jihomoravských památek (zejména zápis památek a areálů na Seznam UNESCO) obdržel v roce 2017 Cenu Jihomoravského kraje.

## Publikační činnost
- Jan II. z Liechtensteinu a vytvoření podmínek pro vznik zahradnického školství v Lednici na Moravě, in Zahradnictví do III. tisíciletí, Lednice na Moravě, 1987.
- Slohová období a sortiment rostlin, in: Acta Průhoniciana, Průhonice 1988.
- Funkcionalismus – sloh dnešní zahradní architektury?, in: Záhradníctvo, 1989, 1, s. 37–38.
- Quo vadis, památková péče v zahradách?, Informační a odborně metodický bulletin, Brno 1991.
- Minaret v Lednici na Moravě. Brno 1992.
- Lednicko-valtický areál jako významný doklad krajinářské tvorby ve střední Evropě, in: Zprávy památkové péče LIII/1993.
- Eisgrub-Feldsberg in Mähren. Ein bedeutendes Dokument der Landschaftgestaltung in Mitteleuropa, in: Die Gartenkunst, Jg.: 6, Nr. 1, 1994, s. 89-104.
- Lednice-Valtice, Cultural Landscape, Cultural Property of the Czech republic proposed for Inclusion in the World Heritage List, UNESCO 1995.
- Projevy romantismu v zahradách Evropy a českých zemí na příkladu okolí zámku v Lednici na Moravě, in Kamenná kniha, sborník k romantickému historismu-novogotice, Sychrov 1997.
- Lednicko-valtický areál, Z mapy UNESCO, Praha 1997
- Zdeněk Novák, Bohumil Samek: Zimní zahrada zámku v Lednici. Brno 1997
- Zdeněk Novák: Dřeviny na veřejných městských prostranstvích, Státní ústav památkové péče, Odborné a metodické publikace, svazek 22, Praha 2001
- Jak byl Lednicko-valtický areál zapsán do Seznamu světového dědictví, in: Emil Kordiovský (ed.). Město Valtice. Pro město Valtice vydalo nakladatelství Moraviapress, Břeclav 2001, s. 127-132.
- Zámecká zahrada, in: Emil Kordiovský (ed.). Město Valtice. Pro město Valtice vydalo nakladatelství Moraviapress, Břeclav 2001, s. 104-113.
- Zahrada Valdštejnského paláce, in: Valdštejnský palác v Praze, Praha 2002
- Zámecká zahrada, in: Emil Kordiovský (ed.): Městečko Lednice. Brno 2004, s. 432–441.
- Od rozmarýnu k orchidejím – zimní zahrada zámku, in: Emil Kordiovský (ed.): Městečko Lednice. Brno 2004.
- Jak byl Lednicko-valtický areál zapsán do Seznamu světového dědictví, in: Emil Kordiovský (ed.): Městečko Lednice. Brno 2004.
- Rozhovor na téma památkové péče, in: Nová legislativa, AK Císař, Česka, Smutný a spol., září 2008
- Zdeněk Novák, Jan Dvořák, Eva Dvořáková: Kamélie. Brno 2004.
- Národní památkový ústav, jeho poslání a (dosud nevyužitý) odborný potenciál, in: Zprávy památkové péče, 73, 2013, č. 1, s. 36–41. Rubrika: In Medias Res. http://zpp.npu.cz/clanek-6808
- Karel Eusebius, kníže z Lichtenštejna, a tvorba zahrad a krajiny na Moravě/Fürst Karl Eusebius von Liechtenstein: Garten- und Landschaftskunst in Mähren, in: Chov koní knížat z Lichtenštejna na jižní Moravě a Dolním Rakousku/Pferdepolitik der Fürsten von Liechtenstein in Südmähren und Niederösterreich, sborník z konference konané 16. dubna 2013 na zámku v Lednici a 13. června 2014 na zámku Wilfersdorf, ISBN 978-80-905683-2-7, s. 71-92 a 183-213.
- Dědictví staletých vlivů knížat z Lichtenštejna na zahradní kulturu a krajinu v českých zemích, in: Časopis Matice moravské, 132, Suppl. 4 (2013), s. 105-140.
- Moravská implementace principů francouzské zahrady knížetem Karlem Eusebiem z Liechtenštejna, in: Prameny a studie, 54, 2014, s. 66–85.
- Proměny krajiny v kontextu zahradního umění ve vztahu ke krajině pro chov kočárových koní v Kladrubech nad Labem, in: Sborník z mezinárodní konference Ochrana kulturní krajiny. Organizace kulturní krajiny se zvláštním zřetelem k chovu koní. Kladruby nad Labem 2017, s. 26–44.
- Zahrada Evropy, Národní zemědělské muzeum, Praha 2017.
- Metodika péče o umělecky ztvárněnou kulturní krajinu, 2018. Národní zemědělské muzeum. ISBN 978-80-88270-06-5. NUŠL PDF/NUŠL.